# تشاخوویتسه
تشاخوویتسه (به چکی: Čachovice) یک منطقهٔ مسکونی در جمهوری چک است که در ناحیه ملادا بولسلاو واقع شده‌است.